# Знаки поштової оплати України 2020
Знаки поштової оплати України 2020 — перелік поштових марок, введених в обіг Укрпоштою у 2020 році.
З 14 січня по 30 грудня 2020 року було випущено 90 поштових марок, у тому числі 84 пам'ятних (художніх, комеморативних) та 6 стандартних дев'ятого випуску (з літерним індексом замість номіналу). Тематика комеморативних марок охопила ювілеї визначних дат, подій, пам'яті видатних діячів культури та інши. До обігу надійшли знаки поштової оплати номіналом 9,00; 11,00; 13,50; 17,00 та 27,00 гривень, дев'ятого випуску стандартних марок із літерним номіналом «T», «H», «D» «M», «V», «F», а також «Z».
Марки було надруковано державним підприємством «Поліграфічний комбінат „Україна“» (Київ).
Відсортовані за датою введення.

## Список комеморативних марок
|                 |  |  |
| № 1821 і № 1822 |  |  |

|                 |  |  |
| № 1823 і № 1824 |  |  |

|                 |  |  |
| № 1835 і № 1836 |  |  |

|                 |  |  |
| № 1829 і № 1830 |  |  |

|                 |  |  |
| № 1831 і № 1832 |  |  |

|                 |  |  |
| № 1833 і № 1834 |  |  |

## Дев'ятий випуск стандартних марок
Дев'ятий випуск стандартних поштових марок («Герби міст, селищ та сіл України»).
| № у каталозі | Зображення | Опис та джерело                                                           | Номінал              | Дата введення в обіг | Тираж   | Дизайн              |
| ------------ | ---------- | ------------------------------------------------------------------------- | -------------------- | -------------------- | ------- | ------------------- |
| № 1810       |            | «Герби міст, селищ та сіл України»: м. Бурштин, Івано-Франківська область | Літерний номінал «T» | 3 червня 2020 року   | масовий | Наталія Андрійченко |
| № 1811       |            | «Герби міст, селищ та сіл України»: смт Старий Мерчик, Харківська область | Літерний номінал «H» | 3 червня 2020 року   | масовий | Наталія Андрійченко |
| № 1848       |            | «Герби міст, селищ та сіл України»: с. Кривче, Тернопільська область      | Літерний номінал «D» | 15 вересня 2020 року | масовий | Наталія Андрійченко |
| № 1849       |            | «Герби міст, селищ та сіл України»: с. Фонтанка, Одеська область          | Літерний номінал «M» | 15 вересня 2020 року | масовий | Наталія Андрійченко |
| № 1850       |            | «Герби міст, селищ та сіл України»: м. Золотоноша, Черкаська область      | Літерний номінал «V» | 24 вересня 2020 року | масовий | Наталія Андрійченко |
| № 1851       |            | «Герби міст, селищ та сіл України»: м. Тетіїв, Київська область           | Літерний номінал «F» | 24 вересня 2020 року | масовий | Наталія Андрійченко |

## Конверти першого дня гашення
| № у каталозі | Конверт | Штемпель | Опис та джерело                       | Дата введення в обіг | Тираж | Дизайн              |
| ------------ | ------- | -------- | ------------------------------------- | -------------------- | ----- | ------------------- |
| № КПД 727    |         |          | Людвіг ван Бетховен. 1770 —1827       | 14 січня 2020 року   | 2 000 | Василь Василенко    |
| № КПД 729    |         |          | 200 років з часу відкриття Антарктиди | 28 січня 2020 року   | 7 000 | автор               |
| № КПД 731    |         |          | Разом                                 | 29 травня 2020 року  | 2 000 | Нікіта Тітов        |
| № КПД 732    |         |          | Дев'ятий стандартний випуск           | 3 червня 2020 року   | 3 200 | Наталія Андрійченко |